# Club Atlético Boca Juniors 2025
Questa voce raccoglie le informazioni riguardanti il Club Atlético Boca Juniors nelle competizioni ufficiali della stagione 2025.

## Stagione
Durante la stagione 2025, il Boca Juniors si trova impegnato in 4 competizioni: la Liga Profesional (che per la prima volta dall'edizione 2013-2014 è tornata ad assumere la forma tradizionale di Torneo Apertura e Torneo Clausura), la Copa Argentina, la Copa Libertadores ed il mondiale per club FIFA. Per la prima volta da quasi un ventennio il Boca Juniors, dunque, a disputare una competizione sotto egida FIFA: l'ultima sua partecipazione ad una manifestazione di questo livello risaliva alla stagione 2007-2008, quando il Boca aveva partecipato alla Coppa del Mondo per club 2007, venendo sconfitto dal Milan in finale (con il punteggio di 2-4).
Il 25 febbraio 2025 il Boca Juniors viene subito eliminato dalla Copa Libertadores, venendo sconfitto nel doppio confronto della Fase 2 dei preliminari dai peruviani dell'Alianza Lima, che riescono ad eliminare gli Xeneizes ai tiri di rigore. Il Boca Juniors, dunque si trova escluso da qualsiasi competizione CONMEBOL per tutta la stagione (non succedeva dalla stagione 2017).
Alla fine di aprile, dopo essere uscito sconfitto dal Superclásico contro gli acerrimi rivali del River Plate per 1-2, la dirigenza del Boca Juniors decide di rimuovere dall'incarico di allenatore Fernando Gago (che era arrivato a rivestire tale incarico nell'ottobre 2024). La panchina è stata affidata ad interim a Mariano Herrón (allenatore della squadra riserve).
Il 2 giugno viene presentato ufficialmente il nuovo tecnico del Boca Juniors: si tratta di Miguel Ángel Russo, che in tal modo ha dato inizio al suo 3° mandato sulla panchina degli Xeneizes, dopo le sue esperienze nel 2007 (in cui vinse la Copa Libertadores) e tra il 2020 e il 2021 (dove si consacrò campione della Superliga Argentina e della Copa de la Liga). Disputando la Club World Cup FIFA, il Boca Juniors ha avuto diritto ad accedere ad una speciale finestra per i trasferimenti, apertasi il 1° giugno e chiusa il 10 giugno successivo, nella quale ha acquistato dal Milan il difensore Marco Pellegrino (che si trovava in prestito al Platense) e il centrocampista del San Lorenzo Malcom Braida.

## Maglie e sponsor
Il fornitore tecnico per la stagione 2025 è Adidas, mentre i main sponsor presenti nella divisa sono Betsson (con il logo sul petto), DirecTV (con il logo sulla spalla) e Pax Assistance (sui pantaloncini).

### Primo semestre
| 1ª divisa | 2ª divisa | 3ª divisa |

### Secondo semestre
| Casa | Trasferta | Terza divisa |

## Rosa
Dati aggiornati al 11 agosto 2025.
| N. |                      | Ruolo | Calciatore        |
| -- | -------------------- | ----- | ----------------- |
| 1  | Argentina (bandiera) | P     | Sergio Romero     |
| 2  | Argentina (bandiera) | D     | Cristian Lema     |
| 3  | Uruguay (bandiera)   | D     | Marcelo Saracchi  |
| 4  | Argentina (bandiera) | D     | Nicolás Figal     |
| 5  | Argentina (bandiera) | C     | Leandro Paredes   |
| 7  | Argentina (bandiera) | A     | Exequiel Zeballos |
| 8  | Cile (bandiera)      | A     | Carlos Palacios   |
| 9  | Argentina (bandiera) | A     | Milton Giménez    |
| 10 | Uruguay (bandiera)   | A     | Edinson Cavani () |
| 11 | Argentina (bandiera) | A     | Lucas Janson      |
| 12 | Argentina (bandiera) | P     | Leandro Brey      |
| 13 | Argentina (bandiera) | P     | Javier García     |
| 14 | Argentina (bandiera) | C     | Ignacio Miramón   |
| 15 | Cile (bandiera)      | C     | William Alarcón   |
| 16 | Uruguay (bandiera)   | A     | Miguel Merentiel  |
| 17 | Perù (bandiera)      | D     | Luis Advíncula    |
| 18 | Colombia (bandiera)  | D     | Frank Fabra       |
| 19 | Argentina (bandiera) | C     | Agustín Martegani |
| 20 | Argentina (bandiera) | A     | Alan Velasco      |

| N. |                      | Ruolo | Calciatore          |
| -- | -------------------- | ----- | ------------------- |
| 21 | Spagna (bandiera)    | C     | Ander Herrera       |
| 22 | Argentina (bandiera) | C     | Kevin Zenón         |
| 23 | Argentina (bandiera) | D     | Lautaro Blanco      |
| 24 | Argentina (bandiera) | D     | Juan Barinaga       |
| 25 | Argentina (bandiera) | P     | Agustín Marchesín   |
| 26 | Argentina (bandiera) | D     | Marco Pellegrino    |
| 27 | Argentina (bandiera) | C     | Malcom Braida       |
| 29 | Argentina (bandiera) | C     | Rodrigo Battaglia   |
| 30 | Argentina (bandiera) | C     | Tomás Belmonte      |
| 32 | Argentina (bandiera) | D     | Ayrton Costa        |
| 33 | Argentina (bandiera) | A     | Brian Aguirre       |
| 34 | Argentina (bandiera) | D     | Mateo Mendía        |
| 38 | Argentina (bandiera) | C     | Camilo Rey Domenech |
| 40 | Argentina (bandiera) | D     | Lautaro Di Lollo    |
| 42 | Svizzera (bandiera)  | D     | Lucas Blondel       |
| 43 | Argentina (bandiera) | C     | Milton Delgado      |
| 51 | Argentina (bandiera) | A     | Santiago Dalmasso   |
| 53 | Argentina (bandiera) | A     | Joaquín Ruiz        |
| 6  | Argentina (bandiera) | D     | Marcos Rojo         |

## Trasferimenti
Dati aggiornati al 3 luglio 2025.

### Sessione estiva
| Acquisti         | Acquisti            | Acquisti         | Acquisti                   |
| R.               | Nome                | da               | Modalità                   |
| ---------------- | ------------------- | ---------------- | -------------------------- |
| A                | Alan Velasco        | FC Dallas        | definitivo (10 milioni $)  |
| C                | Williams Alarcón    | Huracán          | definitivo (3 milioni $)   |
| A                | Carlos Palacios     | Colo-Colo        | definitivo (4,8 milioni $) |
| D                | Ayrton Costa        | Anversa          | definitivo (3,5 milioni $) |
| C                | Rodrigo Battaglia   | Atlético Mineiro | definitivo (1,6 milioni $) |
| P                | Agustín Marchesín   |                  | svincolato                 |
| C                | Ander Herrera       |                  | svincolato                 |
| Altre operazioni |                     |                  |                            |
| R.               | Nome                | da               | Modalità                   |
| C                | Camilo Rey Domenech |                  | aggregato dalle giovanili  |
| A                | Joaquín Ruiz        |                  | aggregato dalle giovanili  |
| D                | Mateo Mendía        |                  | aggregato dalle giovanili  |
| A                | Santiago Dalmasso   |                  | aggregato dalle giovanili  |
| A                | Lucas Brochero      | Barracas Central | fine prestito              |
| C                | Gonzalo Maroni      | Tigre            | fine prestito              |
| A                | Maximiliano Zalazar | Barracas Central | fine prestito              |
| A                | Gonzalo Morales     | Unión (SF)       | fine prestito              |
| D                | Renzo Giampaoli     | Defensor         | fine prestito              |
| C                | Simón Rivero        | Unión (SF)       | fine prestito              |
| C                | Esteban Rolón       | Belgrano         | fine prestito              |
| A                | Nicolás Orsini      | Unión (SF)       | fine prestito              |
| A                | Jan Hurtado         | Atl. Goianiense  | fine prestito              |
| D                | Alexis Alvariño     | Amazonas         | fine prestito              |
| A                | Nazareno Solís      | Gimnasia (M)     | fine prestito              |
| D                | Agustín Heredia     | San Martín (SJ)  | fine prestito              |
| C                | Rodrigo Montes      | Gimnasia (J)     | fine prestito              |
| A                | Israel Escalante    | Estudiantes (RC) | fine prestito              |
| A                | Tomás Fernández     | San Martín (SJ)  | fine prestito              |
| D                | Bruno Valdez        | Cerro Porteño    | fine prestito              |
| D                | Oscar Salomón       | Platense         | fine prestito              |
| A                | Érik Bodencer       | Atlanta          | fine prestito              |
| A                | Gastón Gerzel       | Los Andes        | fine prestito              |

| Cessioni         | Cessioni            | Cessioni          | Cessioni                   |
| R.               | Nome                | a                 | Modalità                   |
| ---------------- | ------------------- | ----------------- | -------------------------- |
| C                | Cristian Medina     | Estudiantes (LP)  | definitiva (15 milioni $)  |
| D                | Nicolás Valentini   |                   | fine contratto             |
| C                | Guillermo Fernández |                   | fine contratto             |
| D                | Gary Medel          |                   | svincolato                 |
| C                | Jabes Saralegui     | Tigre             | prestito                   |
| A                | Nicolás Orsini      | Platense          | prestito                   |
| C                | Mauricio Benítez    | Anversa           | prestito                   |
| C                | Juan Ramírez        | Lanús             | prestito                   |
| D                | Aaron Anselmino     | Chelsea           | fine prestito              |
| Altre operazioni |                     |                   |                            |
| R.               | Nome                | a                 | Modalità                   |
| D                | Alexis Alvariño     |                   | svincolato                 |
| C                | Gonzalo Maroni      | Newell's Old Boys | prestito                   |
| A                | Maximiliano Zalazar | Tigre             | prestito                   |
| A                | Gonzalo Morales     | Barracas Central  | prestito                   |
| D                | Renzo Giampaoli     | Gimnasia (LP)     | prestito                   |
| A                | Lucas Brochero      | Chacarita Juniors | prestito                   |
| A                | Nazareno Solís      | Dep. Madryn       | prestito                   |
| D                | Agustín Heredia     | Cobreloa          | prestito                   |
| A                | Israel Escalante    | Boca Unidos       | prestito                   |
| D                | Bruno Valdez        | Cerro Porteño     | rinnovo prestito           |
| D                | Oscar Salomón       | Platense          | rinnovo prestito           |
| A                | Gastón Gerzel       | Los Andes         | rinnovo prestito           |
| A                | Tomás Fernández     | San Martín (SJ)   | rinnovo prestito           |
| A                | Érik Bodencer       | Atlanta           | rinnovo prestito           |
| C                | Rodrigo Montes      |                   | riaggregato alle giovanili |

### Sessione invernale
| Acquisti         | Acquisti            | Acquisti          | Acquisti                   |
| R.               | Nome                | da                | Modalità                   |
| ---------------- | ------------------- | ----------------- | -------------------------- |
| D                | Marco Pellegrino    | Milan             | definitivo (3,5 milioni $) |
| C                | Malcom Braida       | San Lorenzo       | definitivo (1,8 milioni $) |
| C                | Leandro Paredes     |                   | definitivo (svincolato)    |
| Altre operazioni |                     |                   |                            |
| R.               | Nome                | da                | Modalità                   |
| C                | Jorman Campuzano    | Atlético Nacional | fine prestito              |
| A                | Maximiliano Zalazar | Tigre             | fine prestito              |
| A                | Érik Bodencer       | Atlanta           | fine prestito              |

| Cessioni         | Cessioni            | Cessioni          | Cessioni                             |
| R.               | Nome                | a                 | Modalità                             |
| ---------------- | ------------------- | ----------------- | ------------------------------------ |
| D                | Marcos Rojo         |                   | definitiva (svincolato)              |
| Altre operazioni |                     |                   |                                      |
| R.               | Nome                | a                 | Modalità                             |
| C                | Jorman Campuzano    | Atlético Nacional | definitiva (1.7 milioni $)           |
| A                | Érik Bodencer       | Llaneros          | prestito                             |
| A                | Maximiliano Zalazar | Gimnasia (LP)     | prestito                             |
| C                | Simón Rivero        | Tigre             | prestito                             |
| C                | Esteban Rolón       |                   | svincolato (rescissione consensuale) |

## Risultati
Dati aggiornati al 18 agosto 2025.

### Liga Profesional
Dal sorteggio dei gironi, effettuato il 20 dicembre 2024, il Boca Juniors è stato aggregato nella Zona A.

#### Torneo Apertura

##### Primera fase
| Buenos Aires 26 gennaio 2025, ore 19:00 UTC-3 1ª giornata | Boca Juniors       | 0 – 0 referto | Argentinos Juniors | Estadio Alberto José Armando\| Arbitro: \| Hernán Mastrángelo \| |
| Arbitro:                                                  | Hernán Mastrángelo |               |                    |                                                                  |

| Arbitro: | Pablo Echavarría |

|                    |           |                |
| F. Fragapane 90+2’ | Marcatori | 5’ M. Saracchi |

| Arbitro: | Silvio Trucco |

|                               |           |                   |
| E. Cavani 19’ C. Palacios 68’ | Marcatori | 30’ M. Pellegrino |

| Arbitro: | Yael Falcón Pérez |

|                               |           |  |
| L. Vietto 16’ A. Martínez 87’ | Marcatori |  |

| Arbitro: | Facundo Tello |

|                                  |           |  |
| M. Merentiel 51’ E. Zeballos 83’ | Marcatori |  |

| Arbitro: | Pablo Dóvalo |

|  |           |                 |
|  | Marcatori | 86’ L. Di Lollo |

| Arbitro: | Leandro Rey Hilfer |

|                                   |           |                |
| L. Advincula 49’ M. Merentiel 84’ | Marcatori | 63’ T. Serrago |

| Arbitro: | Hernán Mastrángelo |

|               |           |  |
| M. Giménez 9’ | Marcatori |  |

| Arbitro: | Yael Falcón Pérez |

|  |           |                                                         |
|  | Marcatori | 16’ M. Giménez 36’ (aut.) J. Florentín 89’ M. Merentiel |

| Arbitro: | Pablo Dóvalo |

|                                                              |           |  |
| E. Cavani 10’ M. Giménez 33’ M. Giménez 51’ M. Merentiel 82’ | Marcatori |  |

| Arbitro: | Darío Herrera |

|                              |           |  |
| L. Herrera 5’ L. Lollo 45+3’ | Marcatori |  |

| Arbitro: | Fernando Echenique |

|                  |           |  |
| R. Battaglia 40’ | Marcatori |  |

| Arbitro: | Hernán Mastrángelo |

|                |           |                                          |
| L. Menossi 61’ | Marcatori | 38’ M. Rojo 62’ K. Zenón 76’ C. Palacios |

| Arbitro: | Nazareno Arasa |

|                                  |           |  |
| C. Palacios 48’ M. Merentiel 63’ | Marcatori |  |

| Arbitro: | Nicolás Ramírez |

|                                   |           |                  |
| F. Mastantuono 26’ S. Driussi 45’ | Marcatori | 39’ M. Merentiel |

| Arbitro: | Facundo Tello |

|                   |           |              |
| L. Scipioni 45+3’ | Marcatori | 21’ K. Zenón |

Concludendo la Primera fase al 3° posto nella Zona A, il Boca Juniors ha ottenuto la qualificazione agli ottavi di finale del Torneo Apertura.

##### Ottavi di finale
Agli ottavi di finale, il Boca Juniors ha affrontato il Lanús, che si è qualificato grazie al 7° posto che ha ottenuto nella Zona B.
| Arbitro: | Leandro Rey Hilfer |

|                                           |                      |                                          |
| M. Rojo E. Zeballos W. Alarcón M. Giménez | Tiri di rigore 4 – 2 | A. Canelo M. Moreno D. Aquino R. Carrera |

Permanendo il risultato di pareggio al termine dei tempi regolamentari, sono stati necessari i tiri di rigore dai quali è uscito vincitore (con il risultato di 4-2 in suo favore) il Boca Juniors, che in tal modo ha eliminato il Lanús e si è qualificato ai quarti di finale del Torneo Apertura.

##### Quarti di finale
Ai quarti di finale il Boca Juniors ha affrontato l'Independiente, che ha battuto l'Independiente Rivadavia agli ottavi di finale.
| Arbitro: | Nicolás Ramírez |

|  |           |               |
|  | Marcatori | 64’ Á. Angulo |

Con la sconfitta subita per mano dell'Independiente per 0-1, il Boca Juniors è stato eliminato dalla Fase final del Torneo Apertura, concludendo il suo percorso ai quarti di finale.

#### Torneo Clausura

##### Primera fase
| Buenos Aires 13 luglio 2025, ore 18:45 UTC-3 1ª giornata | Argentinos Juniors | 0 – 0 referto | Boca Juniors | Estadio Diego Armando Maradona\| Arbitro: \| Ariel Penel \| |
| Arbitro:                                                 | Ariel Penel        |               |              |                                                             |

| Arbitro: | Nazareno Arasa |

|                 |           |                  |
| L. Di Lollo 85’ | Marcatori | 64’ C. Tarragona |

| Arbitro: | Leandro Rey Hilfer |

|                 |           |  |
| M. Miljevic 65’ | Marcatori |  |

| Arbitro: | Nicolás Ramírez |

|                |           |               |
| M. Giménez 88’ | Marcatori | 76’ S. Solari |

| Arbitro: | Pablo Dóvalo |

|  |           |                                                        |
|  | Marcatori | 30’ (aut.) E. Centurión 88’ E. Zeballos 90’ A. Velasco |

| Buenos Aires 24 agosto 2025, ore 18:30 UTC-3 6ª giornata | Boca Juniors | – | Banfield | Estadio Alberto José Armando |

| Mar del Plata ... 2025, ore --:-- UTC-3 7ª giornata | Aldosivi | – | Boca Juniors | Stadio José María Minella |

| Rosario ... 2025, ore --:-- UTC-3 8ª giornata | Rosario Central | – | Boca Juniors | Estadio Gigante de Arroyito |

| Buenos Aires ... 2025, ore --:-- UTC-3 9ª giornata | Boca Juniors | – | Central Córdoba (SdE) | Estadio Alberto José Armando |

| Florencio Varela ... 2025, ore --:-- UTC-3 10ª giornata | Defensa y Justicia | – | Boca Juniors | Estadio Norberto Tomaghello |

| Buenos Aires ... 2025, ore --:-- UTC-3 11ª giornata | Boca Juniors | – | Newell's Old Boys | Estadio Alberto José Armando |

| Buenos Aires ... 2025, ore --:-- UTC-3 12ª giornata | Barracas Central | – | Boca Juniors | Stadio Claudio Chiqui Tapia |

| Buenos Aires ... 2025, ore --:-- UTC-3 13ª giornata | Boca Juniors | – | Belgrano | Estadio Alberto José Armando |

| La Plata ... 2025, ore --:-- UTC-3 14ª giornata | Estudiantes (LP) | – | Boca Juniors | Estadio Jorge Luis Hirschi |

| Buenos Aires ... 2025, ore --:-- UTC-3 15ª giornata (Superclásico) | River Plate | – | Boca Juniors | Mâs Monumental |

| Buenos Aires ... 2025, ore --:-- UTC-3 16ª giornata | Boca Juniors | – | Tigre | Estadio Alberto José Armando |

### Copa Argentina
Avendo disputato nella stagione precedente la Liga Profesional, il Boca Juniors si è qualificato di diritto alla Copa Argentina 2025.
Il sorteggio del tabellone è avvenuto il 20 dicembre 2024 ad Ezeiza, presso la sede della AFA.

#### Trentaduesimi di finale
Ai trentaduesimi di finale, il Boca Juniors ha affrontato l'Argentino de Monte Maíz.
| Arbitro: | Luis Lobo Medina |

|                                                                                  |           |  |
| E. Zeballos 45+1’ M. Merentiel 45+4’ L. Janson 88’ M. Giménez 90’ K. Zenón 90+3’ | Marcatori |  |

Con la vittoria per 5-0 sull'Argentino de Monte Maíz, il Boca Juniors si è qualificato per i sedicesimi di finale.

#### Sedicesimi di finale
Ai sedicesimi di finale il Boca Juniors ha affrontato l'Atlético Tucumán.
| Arbitro: | Hernán Mastrángelo |

|                 |           |                                 |
| E. Cavani 90+7’ | Marcatori | 65’ C. Ferreira 75’ M. Bajamich |

Con la sconfitta subita per mano dell'Atlético Tucumán, il Boca Juniors è stato eliminato ai sedicesimi di finale di Copa Argentina.

### Copa Libertadores
Essendosi qualificato al 5º posto nella Tabla general della stagione 2024, il Boca Juniors si è qualificato alla Copa Libertadores 2025, dovendo però cominciare la sua partecipazione a partire dalle fasi di qualificazione.

#### Fase preliminar
Il sorteggio della Fase preliminar si è tenuto il 19 dicembre 2024 presso la sede della CONMEBOL a Luque, (Paraguay). Grazie al suo ranking CONMEBOL, il Boca Juniors ha ottenuto accesso alla Fase preliminar a partire dalla Fase 2, dovendo affrontare l'Alianza Lima (Perù), che ha eliminato nella Fase 1 il Nacional (Paraguay).

##### Fase 2

###### Risultati
| Arbitro: | Esteban Ostojich |

|                 |           |  |
| P. Ceppelini 4’ | Marcatori |  |

| Arbitro: | Piero Maza |

|                                                    |                      |                                                          |
| M. Trauco 5’ (aut.) K. Zenón 58’                   | Marcatori            | 19’ H. Barcos                                            |
| M. Rojo E. Cavani W. Alarcón M. Giménez A. Velasco | Tiri di rigore 4 – 5 | P. Guerrero F. Gaibor M. Trauco E. Noriega P. Lavandeira |

Permanendo il risultato di parità (2-2) dopo i tempi regolamentari, sono stati necessari i calci di rigore dai quali è uscito sconfitto il Boca Juniors, che in tal modo è stato eliminato dall'Alianza Lima dalla Copa Libertadores.

### FIFA Club World Cup
Il Boca Juniors ha ottenuto l'accesso alla Club World Cup FIFA 2025 classificandosi al 2º posto nel ranking CONMEBOL 2021-2024 tra le squadre della federazione calcistica sudamericana non già qualificate come campioni della Copa Libertadores nelle annate 2021-2024.

#### Fase a gironi
Dal sorteggio dei gironi, tenutosi a Miami (Stati Uniti) il 5 dicembre 2024, il Boca Juniors è stato aggregato al Gruppo C insieme a Bayern Monaco (Germania), Aukland City (Nuova Zelanda) e Benfica (Portogallo).

##### Gruppo C

###### Risultati
| Arbitro: | César Ramos |

|                                         |           |                                          |
| N. Otamendi 21’ (aut.) R. Battaglia 27’ | Marcatori | 45+3’ (rig.) Á. Di María 84’ N. Otamendi |

| Arbitro: | Alireza Faghani |

|                          |           |                  |
| H. Kane 18’ M. Olise 84’ | Marcatori | 66’ M. Merentiel |

| Arbitro: | Glenn Nyberg |

|             |           |                      |
| C. Gray 52’ | Marcatori | 26’ (aut.) N. Garrow |

Classificandosi al 3° posto nel Girone C, il Boca Juniors è stato eliminato dalla Club World Cup alla fase a gironi.

## Statistiche
Dati aggiornati al 18 agosto 2025.

### Statistiche di squadra
| Competizione      | P.ti | In casa | In casa | In casa | In casa | In casa | In casa | In trasferta | In trasferta | In trasferta | In trasferta | In trasferta | In trasferta | Campo neutro | Campo neutro | Campo neutro | Campo neutro | Campo neutro | Campo neutro | Totale | Totale | Totale | Totale | Totale | Totale | DR  |
| Competizione      | P.ti | G       | V       | N       | P       | Gf      | Gs      | G            | V            | N            | P            | Gf           | Gs           | G            | V            | N            | P            | Gf           | Gs           | G      | V      | N      | P      | Gf     | Gs     | DR  |
| ----------------- | ---- | ------- | ------- | ------- | ------- | ------- | ------- | ------------ | ------------ | ------------ | ------------ | ------------ | ------------ | ------------ | ------------ | ------------ | ------------ | ------------ | ------------ | ------ | ------ | ------ | ------ | ------ | ------ | --- |
| Apertura          | 33   | 10      | 7       | 2       | 1       | 14      | 3       | 8            | 3            | 2            | 3            | 10           | 9            | 0            | 0            | 0            | 0            | 0            | 0            | 18     | 10     | 4      | 4      | 24     | 12     | +12 |
| Clausura          | 5    | 2       | 0       | 2       | 0       | 2       | 2       | 3            | 1            | 1            | 1            | 3            | 1            | 0            | 0            | 0            | 0            | 0            | 0            | 5      | 1      | 3      | 1      | 5      | 3      | +2  |
| Copa Argentina    | -    | 0       | 0       | 0       | 0       | 0       | 0       | 0            | 0            | 0            | 0            | 0            | 0            | 2            | 1            | 0            | 1            | 6            | 2            | 2      | 1      | 0      | 1      | 6      | 2      | +4  |
| Copa Libertadores | -    | 1       | 1       | 0       | 0       | 2       | 1       | 1            | 0            | 0            | 1            | 0            | 1            | 0            | 0            | 0            | 0            | 0            | 0            | 2      | 1      | 0      | 1      | 2      | 2      | 0   |
| Club World Cup    | 2    | 0       | 0       | 0       | 0       | 0       | 0       | 0            | 0            | 0            | 0            | 0            | 0            | 3            | 0            | 2            | 1            | 4            | 5            | 3      | 0      | 2      | 1      | 4      | 5      | -1  |
| Totale            | -    | 13      | 8       | 4       | 1       | 18      | 6       | 12           | 4            | 3            | 5            | 13           | 11           | 5            | 1            | 2            | 2            | 10           | 7            | 30     | 13     | 9      | 8      | 41     | 24     | +17 |

### Andamento in campionato

#### Torneo Apertura
| Giornata  | 1 | 2 | 3 | 4  | 5 | 6 | 7 | 8 | 9 | 10 | 11 | 12 | 13 | 14 | 15 | 16 |
| --------- | - | - | - | -- | - | - | - | - | - | -- | -- | -- | -- | -- | -- | -- |
| Luogo     | C | T | C | T  | C | T | C | C | T | C  | T  | C  | T  | C  | T  | T  |
| Risultato | N | N | V | P  | V | V | V | V | V | V  | P  | V  | V  | V  | P  | N  |
| Posizione | 9 | 9 | 9 | 11 | 9 | 6 | 4 | 4 | 3 | 1  | 2  | 1  | 1  | 1  | 1  | 3  |

Legenda:

Luogo: C = Casa; T = Trasferta. Risultato: R = Rinviata; V = Vittoria; N = Pareggio; P = Sconfitta.

#### Torneo Clausura
| Giornata  | 1 | 2 | 3 | 4 | 5 | 6 | 7 | 8 | 9 | 10 | 11 | 12 | 13 | 14 | 15 | 16 |
| --------- | - | - | - | - | - | - | - | - | - | -- | -- | -- | -- | -- | -- | -- |
| Luogo     | T | C | T | C | T |   |   |   |   |    |    |    |    |    |    |    |
| Risultato | N | N | P | N | V |   |   |   |   |    |    |    |    |    |    |    |
| Posizione | ? | ? | ? | ? | ? |   |   |   |   |    |    |    |    |    |    |    |

Legenda:

Luogo: C = Casa; T = Trasferta. Risultato: R = Rinviata; V = Vittoria; N = Pareggio; P = Sconfitta.

### Statistiche individuali
| Giocatore       | Liga Profesional | Liga Profesional | Liga Profesional | Liga Profesional | Copa Argentina | Copa Argentina | Copa Argentina | Copa Argentina | Copa Libertadores | Copa Libertadores | Copa Libertadores | Copa Libertadores | Club World Cup | Club World Cup | Club World Cup | Club World Cup | Totale   | Totale | Totale      | Totale     |
| Giocatore       | Presenze         | Reti             | Ammonizioni      | Espulsioni       | Presenze       | Reti           | Ammonizioni    | Espulsioni     | Presenze          | Reti              | Ammonizioni       | Espulsioni        | Presenze       | Reti           | Ammonizioni    | Espulsioni     | Presenze | Reti   | Ammonizioni | Espulsioni |
| --------------- | ---------------- | ---------------- | ---------------- | ---------------- | -------------- | -------------- | -------------- | -------------- | ----------------- | ----------------- | ----------------- | ----------------- | -------------- | -------------- | -------------- | -------------- | -------- | ------ | ----------- | ---------- |
| L. Advíncula    | 16               | 1                | 3                | 0                | 1              | 0              | 0              | 0              | 1                 | 0                 | 0                 | 0                 | 3              | 0              | 1              | 0              | 21       | 1      | 4           | 0          |
| B. Aguirre      | 8                | 0                | 0                | 0                | 2              | 0              | 0              | 0              | -                 | -                 | -                 | -                 | -              | -              | -              | -              | 10       | 0      | 0           | 0          |
| W. Alarcón      | 15               | 0                | 2                | 0                | 1              | 0              | 0              | 0              | 2                 | 0                 | 1                 | 0                 | 2              | 0              | 0              | 0              | 20       | 0      | 3           | 0          |
| R. Battaglia    | 19               | 1                | 5                | 0                | 1              | 0              | 0              | 0              | 2                 | 0                 | 1                 | 0                 | 3              | 1              | 0              | 0              | 25       | 2      | 6           | 0          |
| J. Barinaga     | 6                | 0                | 2                | 0                | 1              | 0              | 0              | 0              | 1                 | 0                 | 0                 | 0                 | -              | -              | -              | -              | 8        | 0      | 2           | 0          |
| T. Belmonte     | 15               | 0                | 2                | 0                | -              | -              | -              | -              | -                 | -                 | -                 | -                 | 2              | 0              | 0              | 0              | 17       | 0      | 2           | 0          |
| L. Blanco       | 18               | 0                | 3                | 0                | 1              | 0              | 0              | 0              | 1                 | 0                 | 0                 | 0                 | 3              | 0              | 0              | 0              | 23       | 0      | 3           | 0          |
| L. Blondel      | 11               | 0                | 1                | 0                | -              | -              | -              | -              | 1                 | 0                 | 0                 | 0                 | -              | -              | -              | -              | 12       | 0      | 1           | 0          |
| M. Braida       | 3                | 0                | 1                | 0                | 1              | 0              | 0              | 0              | -                 | -                 | -                 | -                 | 2              | 0              | 0              | 0              | 6        | 0      | 1           | 0          |
| L. Brey         | 2                | -1               | 0                | 0                | 1              | 0              | 0              | 0              | 1                 | 0                 | 0                 | 0                 | -              | -              | -              | -              | 4        | -1     | 0           | 0          |
| E. Cavani       | 15               | 2                | 2                | 0                | 1              | 1              | 0              | 0              | 1                 | 0                 | 0                 | 0                 | 1              | 0              | 0              | 0              | 18       | 3      | 2           | 0          |
| A. Costa        | 10               | 0                | 6                | 1                | 1              | 0              | 0              | 0              | -                 | -                 | -                 | -                 | 2              | 0              | 1              | 0              | 13       | 0      | 7           | 1          |
| S. Dalmasso     | 1                | 0                | 0                | 0                | -              | -              | -              | -              | -                 | -                 | -                 | -                 | -              | -              | -              | -              | 1        | 0      | 0           | 0          |
| M. Delgado      | 15               | 0                | 3                | 0                | -              | -              | -              | -              | 1                 | 0                 | 0                 | 0                 | -              | -              | -              | -              | 16       | 0      | 3           | 0          |
| L. Di Lollo     | 14               | 2                | 2                | 0                | 1              | 0              | 0              | 0              | 1                 | 0                 | 0                 | 0                 | 2              | 0              | 1              | 0              | 18       | 2      | 3           | 0          |
| F. Fabra        | 2                | 0                | 1                | 0                | 2              | 0              | 1              | 0              | -                 | -                 | -                 | -                 | -              | -              | -              | -              | 4        | 0      | 2           | 0          |
| N. Figal        | 1                | 0                | 0                | 0                | -              | -              | -              | -              | -                 | -                 | -                 | -                 | 1              | 0              | 0              | 1              | 2        | 0      | 0           | 1          |
| M. Giménez      | 17               | 5                | 3                | 0                | 1              | 1              | 0              | 0              | 2                 | 0                 | 1                 | 0                 | 3              | 0              | 0              | 0              | 23       | 6      | 4           | 0          |
| A. Herrera      | 6                | 0                | 1                | 0                | 1              | 0              | 0              | 0              | 1                 | 0                 | 0                 | 0                 | 1              | 0              | 0              | 1              | 9        | 0      | 1           | 1          |
| L. Janson       | 3                | 0                | 0                | 0                | 1              | 1              | 0              | 0              | 1                 | 0                 | 0                 | 0                 | -              | -              | -              | -              | 5        | 1      | 0           | 0          |
| A. Marchesín    | 21               | -14              | 2                | 0                | 1              | -2             | 0              | 0              | 2                 | -2                | 0                 | 0                 | 3              | -5             | 0              | 0              | 27       | -23    | 2           | 0          |
| A. Martegani    | 1                | 0                | 0                | 0                | 1              | 0              | 0              | 0              | -                 | -                 | -                 | -                 | -              | -              | -              | -              | 2        | 0      | 0           | 0          |
| M. Merentiel    | 23               | 6                | 1                | 0                | 2              | 1              | 0              | 0              | 2                 | 0                 | 2                 | 0                 | 3              | 2              | 0              | 0              | 30       | 9      | 3           | 0          |
| M. Mendía       | 2                | 0                | 0                | 0                | -              | -              | -              | -              | 1                 | 0                 | 0                 | 0                 | -              | -              | -              | -              | 3        | 0      | 0           | 0          |
| I. Miramón      | 3                | 0                | 1                | 0                | -              | -              | -              | -              | -                 | -                 | -                 | -                 | -              | -              | -              | -              | 3        | 0      | 1           | 0          |
| C. Palacios     | 18               | 3                | 3                | 0                | 1              | 0              | 0              | 0              | 2                 | 0                 | 0                 | 0                 | 3              | 0              | 1              | 0              | 24       | 3      | 4           | 0          |
| L. Paredes      | 4                | 0                | 1                | 0                | 1              | 0              | 1              | 0              | -                 | -                 | -                 | -                 | -              | -              | -              | -              | 5        | 0      | 2           | 0          |
| M. Pellegrino   | 5                | 0                | 2                | 0                | 1              | 0              | 0              | 0              | -                 | -                 | -                 | -                 | 1              | 0              | 0              | 0              | 7        | 0      | 2           | 0          |
| C. Rey Domenech | 5                | 0                | 0                | 0                | 1              | 0              | 0              | 0              | 1                 | 0                 | 0                 | 0                 | -              | -              | -              | -              | 7        | 0      | 0           | 0          |
| M. Rojo         | 12               | 1                | 4                | 0                | -              | -              | -              | -              | 1                 | 0                 | 0                 | 0                 | -              | -              | -              | -              | 13       | 1      | 4           | 0          |
| J. Ruiz         | 1                | 0                | 0                | 0                | -              | -              | -              | -              | -                 | -                 | -                 | -                 | -              | -              | -              | -              | 1        | 0      | 0           | 0          |
| M. Saracchi     | 7                | 1                | 1                | 0                | 1              | 0              | 0              | 0              | 2                 | 0                 | 1                 | 0                 | 1              | 0              | 0              | 0              | 11       | 1      | 2           | 0          |
| A. Velasco      | 18               | 1                | 5                | 0                | 1              | 0              | 0              | 0              | 2                 | 0                 | 0                 | 0                 | 3              | 0              | 0              | 0              | 24       | 1      | 5           | 0          |
| E. Zeballos     | 19               | 2                | 1                | 0                | 1              | 1              | 0              | 0              | 1                 | 0                 | 0                 | 0                 | 3              | 0              | 0              | 0              | 24       | 3      | 1           | 0          |
| K. Zenón        | 18               | 2                | 1                | 1                | 2              | 1              | 0              | 0              | 2                 | 1                 | 0                 | 0                 | 3              | 0              | 0              | 0              | 25       | 4      | 1           | 1          |